# Pałac Młodziejowskiego w Warszawie

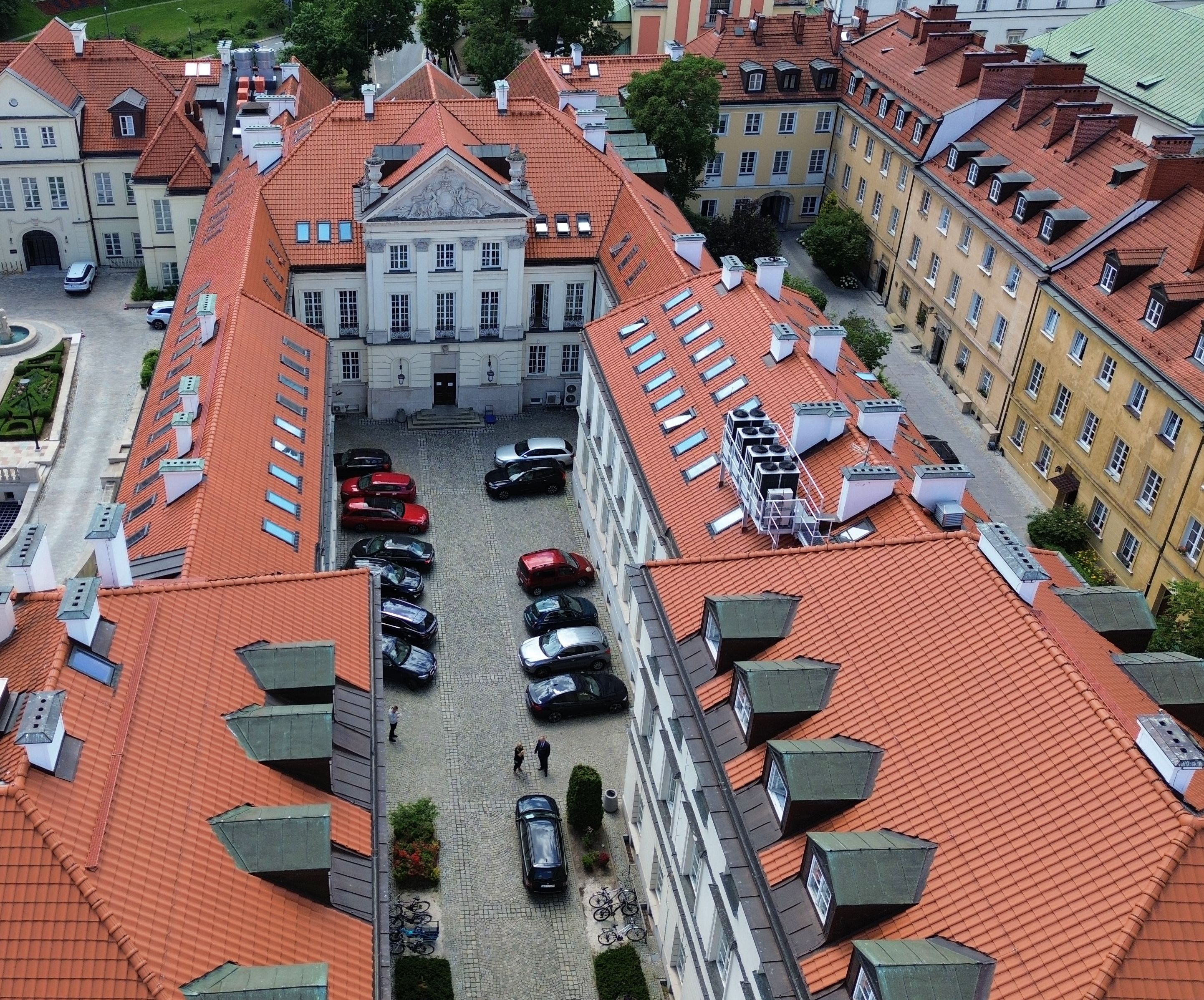
Pałac Młodziejowskiego od strony ulicy Podwale. Widoczne rozbudowane skrzydła boczne

Pałac Młodziejowskiego, także pałac Morsztynów – pałac znajdujący się w Warszawie przy ulicy Miodowej 10, z oficynami przy ulicy Podwale 7.
Pałac został wzniesiony w stylu barokowym w końcu XVII wieku. Sąsiaduje z pałacami Branickich i Szaniawskich. Budynek został zbudowany na planie litery "H", przy czym jego skrzydła boczne (zwłaszcza od ul. Podwale) są znacząco większe od budynku głównego.

## Historia
Pałac wzniesiony w końcu XVII wieku pierwotnie należał do wojewody mazowieckiego Stanisława Morsztyna, później do wojewody sandomierskiego Stefana Bidzińskiego. Powstał na planie litery E.
Od 14 lipca do 4 września 1707 gościł tu car Piotr I. W 1766 znalazł się w posiadaniu biskupa przemyskiego Andrzeja Młodziejowskiego, dla którego przed 1771 pałac został rozbudowany przez Jakuba Fontanę. W trakcie tej rozbudowy powstały ryzality boczne w formie bocznych skrzydeł połączonych galerią arkadową podtrzymującą taras.
W roku 1782 rada Miasta Starej Warszawy wystawiła pałac na sprzedaż z powodu zadłużenia. W roku 1784 jako właściciel figurowała już „Metropolia Ruska”. W latach 90. XVIII wieku mieścił poselstwo Rosji, a zarazem pełnił funkcję rezydencji posła rosyjskiego Osipa Igelströma, przez co pałac był podczas insurekcji kościuszkowskiej w 1794 celem zaciekłych ataków polskich pod wodzą Jana Kilińskiego, ulegając przy tym zniszczeniu.
W latach 1806–1808 nastąpiła jego odbudowa w stylu klasycystycznym według projektu Fryderyka Alberta Lessla dla Feliksa Potockiego i w latach 1808–1811 powstały skrzydła od strony ul. Podwale. Pawilony te, w połączeniu z oficynami, utworzyły dziedziniec ograniczony od strony ulicy żelaznymi sztachetami. Po 1818 właścicielem pałacu został Karol Zeydler. Od 1820 mieściła się tutaj Resursa Kupiecka, przeniesiona ok. 1829 do pałacu Mniszchów. Następnie znajdowały się w pałacu księgarnie i wiele sklepów. Pod koniec XIX wieku budynek stał się kamienicą czynszową.
W czasie II wojny światowej zniszczony w około 85%. W czasie prac nad odbudową przyjęto koncepcja przywrócenia gmachowi XVIII wiecznej formy, co wiązało się z odrzuceniem XIX wiecznych zmian nadanych przez Fryderyka Alberta Lessla. Odbudowa zakończyła się w 1957 według projektu Borysa von Zinserlinga. Po wojnie mieściła się tam siedziba Państwowego Wydawnictwa Naukowego, które w 2006 wystawiło budynek na sprzedaż.
Od 2011 wyremontowany pałac jest siedzibą Biura Instytucji Demokratycznych i Praw Człowieka Organizacji Bezpieczeństwa i Współpracy w Europie oraz Akademii Dyplomatycznej MSZ.